# Тиран-щебетун північний
Тиран-щебетун північний (Corythopis torquatus) — вид горобцеподібних птахів родини тиранових (Tyrannidae). Мешкає в Амазонії та на Гвіанському нагір'ї.

## Підвиди
Виділяють три підвиди:

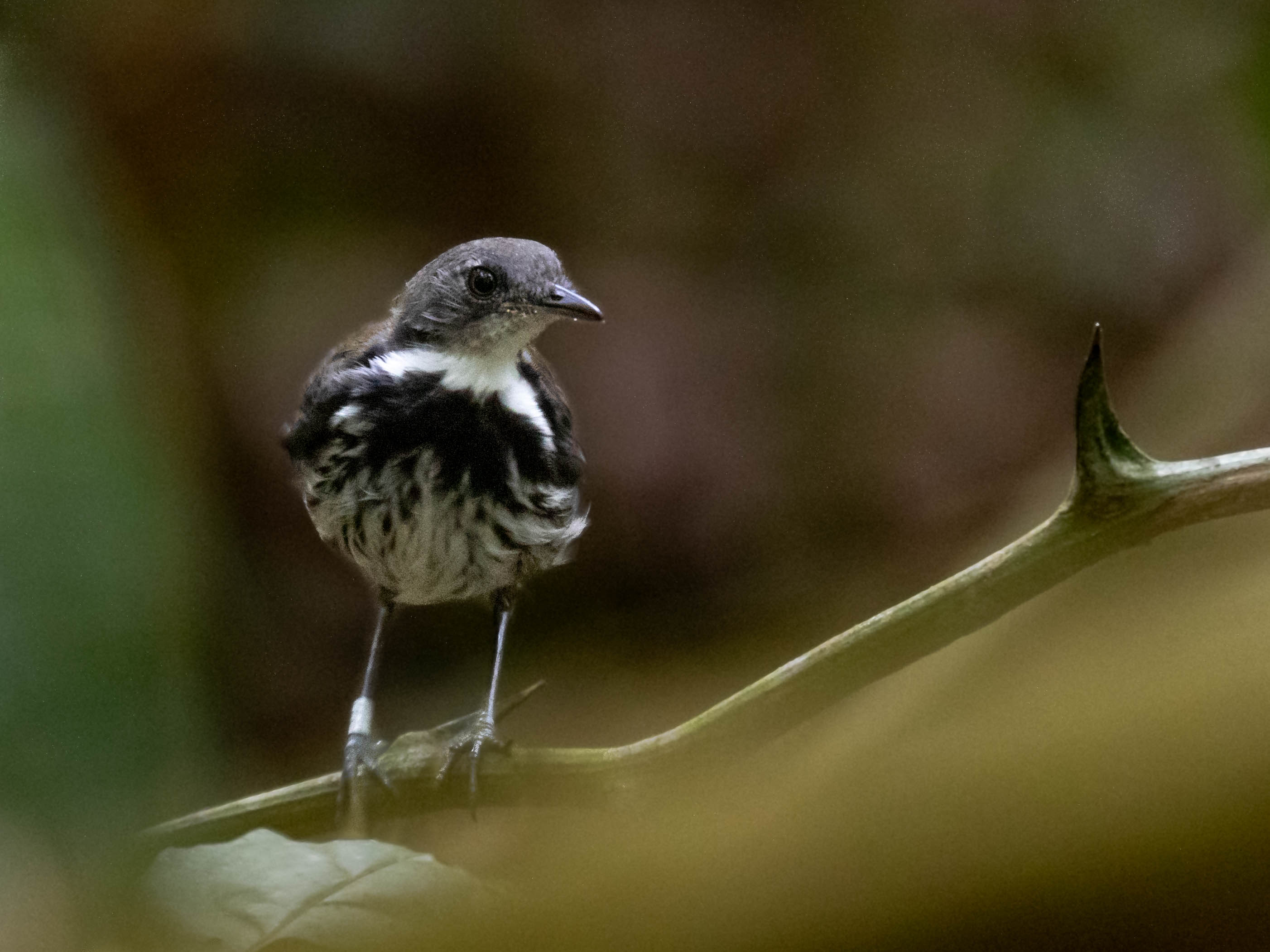
Північний тиран-щебетун

- C. t. sarayacuensis Chubb, C, 1918 — південно-східна Колумбія, схід Еквадору і північний схід Перу;
- C. t. anthoides (Pucheran, 1855) — південна Венесуела, Гвіана, північна і північно-східна Бразилія;
- C. t. torquatus Tschudi, 1844 — східне Перу, північна Болівія, західна Бразилія.

## Поширення і екологія
Північні тирани-щебетуни мешкають в Колумбії, Венесуелі, Бразилії, Гаяні, Французькій Гвіані, Суринамі, Еквадорі, Перу і Болівії. Вони живуть у вологих рівнинних і заболочених тропічних лісах. Зустрічаються на висоті до 1400 м над рівнем моря.